# Quiquern
Quiquern è un racconto dello scrittore inglese Rudyard Kipling appartenente alla raccolta de Il secondo libro della giungla.
Venne pubblicato per la prima volta il 24 e 25 ottobre 1895 sulla Pall Mall Gazette, successivamente sul McClure's Magazine e infine ristampato nella raccolta Il secondo libro della giungla nello stesso anno.

## Trama
Kotuko è un ragazzo che fa parte di una tribù Inuit e che guida una slitta con cani (tra cui uno con il suo stesso nome). Durante un duro inverno due cani vengono presi dalla pazzia e scappano dal villaggio; nel frattempo una carestia sta mettendo in ginocchio la popolazione e Kotuko parte con una ragazza per cercare delle foche. Durante il difficile viaggio vengono guidati da "Quiquern", leggendario spirito di cane con due teste e otto zampe, in una zona popolata da foche. Scoprono così che lo spirito in realtà era costituito dai due cani fuggitivi rimasti legati dai finimenti della slitta. Tornano quindi con le foche uccise e riescono a salvare il villaggio.

## Personaggi
- Kotuko: ragazzo Inuit, figlio di Kadlu e Amoraq. Il suo nome viene dato anche al cane che viene trovato dal padre.
- Kadlu: capo del villaggio degli Inuit, padre di Kotuko.
- Amoraq: moglie di Kadlu e madre di Kotuko.
- Ragazza: ragazza che accompagna Kotuko nella ricerca per il cibo.
- Kotuko: cane di Kotuko (il nome gli viene dato dal padre del ragazzo).
- Cane nero: cane nero che scappa insieme a Kotuko, l'altro cane, per poi essere ritrovati da Kotuko (ragazzo) e la ragazza.
- Quiquern: spirito dalle otto gambe.